# Cracticus mentalis
L'uccello beccaio dorsonero (Cracticus mentalis Salvadori & d'Albertis, 1875) è un uccello passeriforme della famiglia Artamidae.

## Etimologia
Il nome scientifico della specie, mentalis, deriva dal latino e significa "riferito al mento", in riferimento alla colorazione bianca della gola: il nome comune di questi uccelli è anch'esso un riferimento alla livrea.

## Descrizione

### Dimensioni

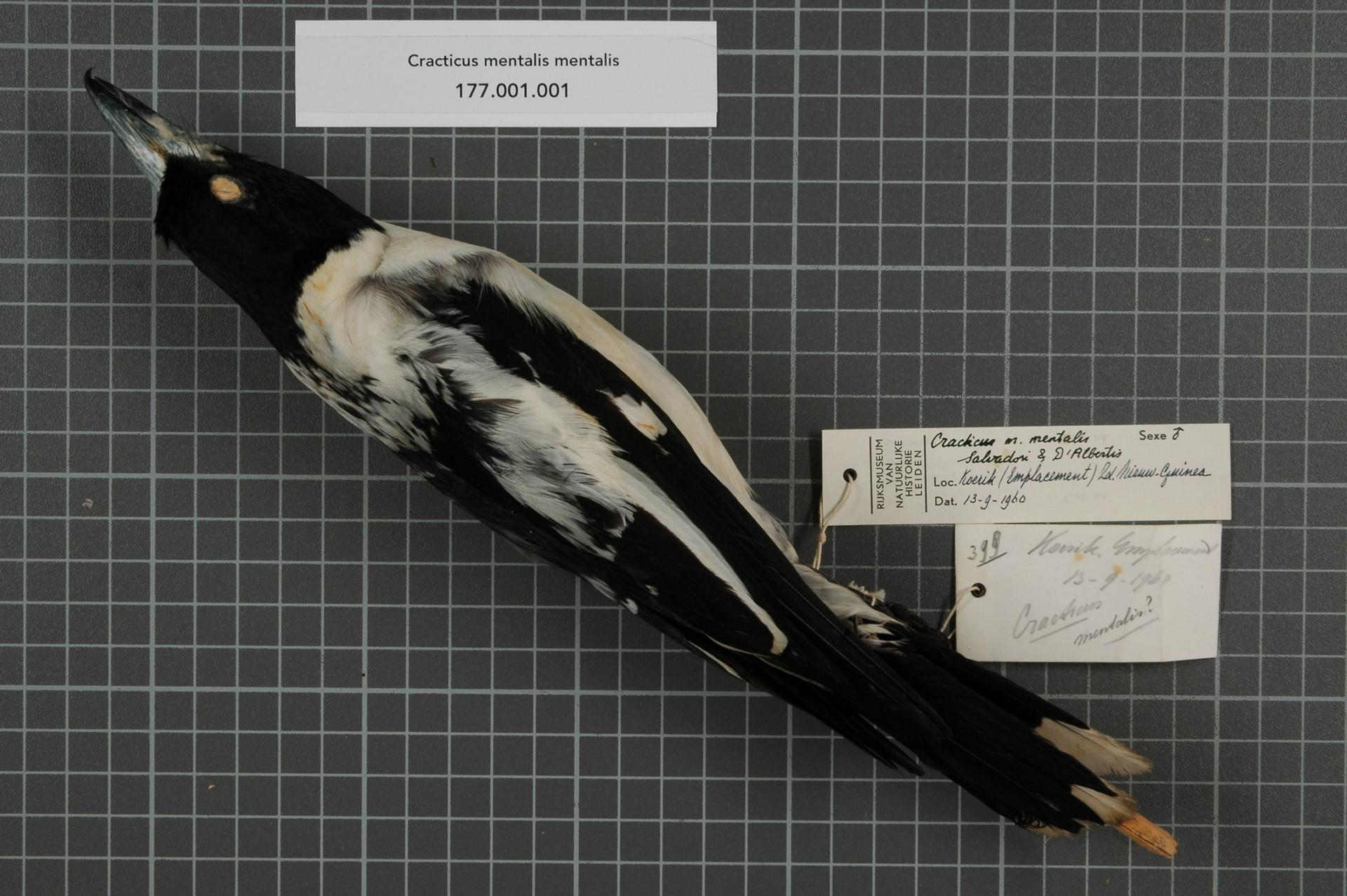
Visione laterale di maschio impagliato.

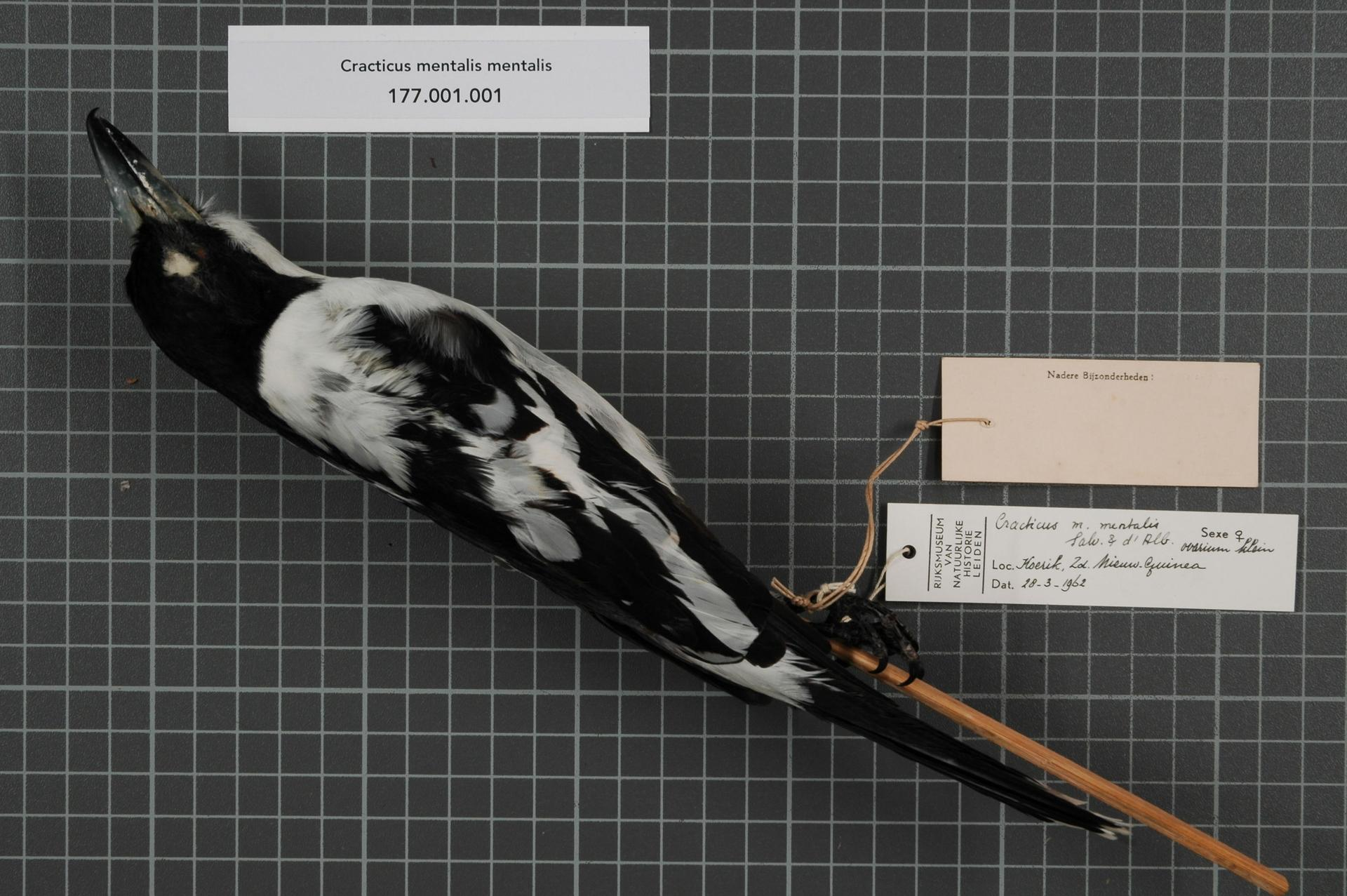
Visione laterale di femmina impagliata.

Misura 25–28 cm di lunghezza, per 74-100 g di peso: a parità d'età, le femmine sono leggermente più piccole e slanciate rispetto ai maschi, e gli esemplari australiani sono mediamente più piccoli di quelli neoguineani.

### Aspetto
Si tratta di uccelli dall'aspetto robusto, muniti di lunga coda squadrata, grossa testa anch'essa squadrata e con forte becco dalla punta della mandibola superiore lievemente uncinata: nel complesso, questi uccelli somigliano molto all'affine uccello beccaio bianconero, dal quale differiscono principalmente per la gola di colore bianco ed il dorso nero (nell'uccello beccaio bianconero è il contrario).
Il piumaggio si presenta di colore bianco candido su gola, lati del collo, petto, ventre, fianchi e sottocoda, mentre il codione è di colore grigio: la testa è coperta da un cappuccio nero che arriva alla nuca e alle guance, mentre il dorso è anch'esso nero (da cui il nome comune), così come nera è la coda. Le ali sono bianche con area scapolare e remiganti nere (con la primaria centrale completamente bianca), mentre le copritrici primarie sono bianche con orlo esterno nero: la superficie inferiore delle ali è di colore bianco.
Le zampe sono di colore grigio-nerastro, gli occhi sono di colore bruno scuro ed il becco è grigio-bluastro con punta nerastra.

## Biologia
Si tratta di uccelli diurni, che durante il giorno vivono da soli o in coppie e di sera si riuniscono in gruppi, che collaborano nella difesa del territorio, effettuando canti territoriali all'alba e al tramonto e riunendosi per scacciare eventuali rivali. La maggior parte della giornata dell'uccello beccaio dorsonero viene passata appollaiata su un ramo con buona visuale su una radura nei dintorni, dimodoché l'animale possa osservare agevolmente il terreno circostante, scendendo in picchiata su eventuali prede.
Similmente ad altre specie di artamidi, anche l'uccello beccaio dorsonero è stato osservato effettuare bagni di formiche.

### Alimentazione
Si tratta di uccelli dalla dieta onnivora, con preponderanza della parte carnivora/insettivora su quella vegetariana: questi uccelli si nutrono infatti in massima parte di grossi insetti, ma anche di piccoli vertebrati, come topolini, rettili, uova, nidiacei e piccoli uccelli (un esemplare è stato osservato uccidere e mangiare un kotare), mentre di tanto in tanto si cibano anche di granaglie, bacche e frutta.

### Riproduzione
La stagione degli amori cade fra agosto ed aprile: si tratta di uccelli monogami, con le coppie che divengono piuttosto territoriali durante il periodo riproduttivo.
Il nido è una struttura a coppa, con parte esterna composta da rametti intrecciati grossolanamente e parte interna foderata da erba secca e corteccia: al suo interno, la femmina depone 2-4 uova grigio-verdastre con pezzature brune, che provvede a covare da sola (così come appannaggio esclusivo della femmina è la costruzione del nido, mentre il maschio si occupa di proteggere il territorio) per circa 25 giorni, al termine dei quali schiudono pulli ciechi ed implumi.
I nidiacei vengono accuditi da ambedue i partner: essi sono pronti per involarsi a poco più di un mese dalla schiusa, pur continuando a rimanere nei pressi del nido ed a chiedere l'imbeccata ai genitori (sebbene via via più sporadicamente) fino a circa quattro mesi di vita.

## Distribuzione e habitat
L'uccello beccaio dorsonero è diffuso su ambedue le sponde dello stretto di Torres: lo si trova infatti sia in Australia nord-orientale (punta della penisola di Capo York) che lungo la costa sud-orientale della Nuova Guinea (area a sud del fiume Fly ed area attorno a Port Moresby).
L'habitat di questi uccelli è rappresentato dalla savana tropicale con alternanza di macchie alberate a predominanza di eucalipto dove sostare e riprodursi ed aree erbose dove procurarsi il cibo.

## Tassonomia
Se ne riconoscono due sottospecie:
- Cracticus mentalis mentalis Salvadori & d'Albertis, 1875 - la sottospecie nominale, endemica della Nuova Guinea;
- Cracticus mentalis kempi Mathews, 1912 - endemica dell'estremo nord del Queensland.